# Грчка на Европском првенству у атлетици на отвореном 2014.
Грчка је учествовала на Европском првенству у атлетици на отвореном 2014. одржаном у Цириху од 12. до 17. августа. Ово је било двадест друго Европско првенство у атлетици у дворани на којем је Грчка учествовала, односно учествовала је на свим првенствима до данас. Репрезентацију Грчке представљало је 26 спортиста (14 мушкараца и 12 жена) који су се такмичили у 20 дисциплина (11 мушких и 9 женских).
У укупном пласману Грчка је са две сребрне медаље поделила 17. место. Поред освојених медаља остварен је један национални рекорд за млађе сениоре, оборена су два лична рекорда и остварен је један национални резултат сезоне. У табели успешности према броју и пласману такмичара који су учествовали у финалним такмичењима (првих 8 такмичара) Грчка је са 5 учесника у финалу заузела 20. место са 20 бодова.

## Освајачи медаља (2)

### Сребро
| - Луис Цатумас — Скок удаљ | - Катерина Стефаниди — Скок мотком |

## Учесници
| Мушкарци: - Ефтимиос Стериулис — 100 м - Ликургос-Стефанос Цаконас — 200 м - Костадинос Дувалидис — 110 м препоне - Александрос Папамихаил — 20 км ходање, 50 км ходање - Адонис Масторас — Скок увис - Костадинос Баниотис — Скок увис - Костадинос Филипидис — Скок мотком - Димитриос Патсоукакис — Скок мотком - Nikólaos Xenikakis — Скок удаљ - Yeóryios Tsakonas — Скок удаљ - Луис Цатумас — Скок удаљ - Димитриос Цијамис — Троскок - Yeóryios Trémos — Бацање диска - Спиридон Лебесис — Бацање копља | Жене: - Марија Гату — 100 м, 4 х 100 м - Георгија Коклони — 100 м, 4 х 100 м - Андријана Фера — 200 м, 4 х 100 м - Марија Белибасаки — 200 м, 4 х 100 м - Анатасија Каракатсани — 10.000 м - Elisávet Pesirídou — 100 м препоне, 4 х 100 м - Антигони Дрисбиоти — 20 км ходање - Деспина Запониду — 20 км ходање - Екатерини Стефаниди — Скок мотком - Николета Киријакопулу — Скок мотком - Efthimía Kolokitha — Скок удаљ, 4 х 100 м - Хрисула Анагностопулу — Бацање диска |  |

## Резултати

### Мушкарци
| Атлетичар                 | Дисциплина    | Лични рекорд | Квалификације | Квалификације | Полуфинале            | Полуфинале           | Финале               | Финале            | Детаљи |
| Атлетичар                 | Дисциплина    | Лични рекорд | Резултат      | Место         | Резултат              | Место                | Резултат             | Место             | Детаљи |
| ------------------------- | ------------- | ------------ | ------------- | ------------- | --------------------- | -------------------- | -------------------- | ----------------- | ------ |
| Ефтимиос Стериулис        | 100 м         | 10,22        | 10,46         | 7. у гр. 1    | Није се квалификовао  | Није се квалификовао | Није се квалификовао | 27 / 36 (37)      |        |
| Ликургос-Стефанос Цаконас | 200 м         | 20,45        | 20,64 КВ      | 2. у гр. 3    | 20,40 КВ, ЛР          | 3. у гр. 2           | 20,53                | 7 / 31 (32)       |        |
| Костадинос Дувалидис      | 110 м препоне | 13,44 НР     | 13,54 кв      | 4. у гр. 1    | 13,56                 | 6. у гр. 1           | Није се квалификовао | 12 / 30 (32)      |        |
| Александрос Папамихаил    | 20 км ходање  | 1:21:12 НР   |               |               |                       |                      | Није завршио трку    | Није завршио трку |        |
| Александрос Папамихаил    | 50 км ходање  | 3:49:56 НР   | 3:49:58       | 13 / 26 (35)  |                       |                      |                      |                   |        |
| Адонис Масторас           | Скок увис     | 2,30         | 2,15          | 4. у гр. А    |                       |                      | 2,21                 | 11 / 23           |        |
| Костадинос Баниотис       | Скок увис     | 2,34         | 2,15          | 10. у гр. Б   | 2,21                  | 11 / 23              |                      |                   |        |
| Костадинос Филипидис      | Скок мотком   | 5,82 НР      | 5,50 кв       | 4. у гр. А    | 5,60                  | 7 / 21 (29)          |                      |                   |        |
| Димитриос Патсоукакис     | Скок мотком   | 5,62         | 5,30          | 12. у гр. Б   | Нису се квалификовали | 18 / 21 (29)         |                      |                   |        |
| Nikólaos Xenikakis        | Скок удаљ     | 7,99         | 7,12          | 4. у гр. А    | Нису се квалификовали | 27 / 29 (30)         |                      |                   |        |
| Yeóryios Tsakonas         | Скок удаљ     | 8,25         | 7,64          | 9. у гр. А    | Нису се квалификовали | 19 / 29 (30)         |                      |                   |        |
| Луис Цатумас              | Скок удаљ     | 8,66 НР      | 8,19 КВ       | 1. у гр. Б    | 8,15                  |                      |                      |                   |        |
| Yeóryios Trémos           | Бацање диска  | 63,00        | 59,86         | 11. у гр. А   | Нису се квалификовали | 19 / 29 (30)         |                      |                   |        |
| Спиридон Лебесис          | Бацање копља  | 83,02        | 74,14         | 14. у гр. Б   | Нису се квалификовали | 24 / 30 (32)         |                      |                   |        |

### Жене
| Атлетичарка           | Дисциплина    | Лични рекорд | Квалификације      | Квалификације      | Полуфинале            | Полуфинале            | Финале                | Финале                | Детаљи |
| Атлетичарка           | Дисциплина    | Лични рекорд | Резултат           | Место              | Резултат              | Место                 | Резултат              | Место                 | Детаљи |
| --------------------- | ------------- | ------------ | ------------------ | ------------------ | --------------------- | --------------------- | --------------------- | --------------------- | ------ |
| Марија Гату           | 100 м         | 11,44        | Није завршила трку | Није завршила трку | Није се квалификовала | Није се квалификовала | Није се квалификовала | Није се квалификовала |        |
| Георгија Коклони      | 100 м         | 11,24        | 11,46 кв           | 5. у гр. 4         | 11,69                 | 8. у гр. 3            | Није се квалификовала | 23 / 36 (37)          |        |
| Андријана Фера        | 200 м         | 23,28        | 23,88              | 5. у гр. 2         | Није се квалификовала | Није се квалификовала | Није се квалификовала | 26 / 36 (37)          |        |
| Марија Белибасаки     | 200 м         | 23,12        | 23,34 КВ           | 3. у гр. 3         | 23,37                 | 5. у гр. 3            | Није се квалификовала | 18 / 36 (37)          |        |
| Анатасија Каракатсани | 10.000 м      | 33:45,99     |                    |                    |                       |                       | 33:53,00 НУР          | 22 / 24 (26)          |        |
| Elisávet Pesirídou    | 100 м препоне | 13,36        | 13,27 ЛР           | 7. у гр. 4         | Није се квалификовала | Није се квалификовала | Није се квалификовала | 25 / 30 (31)          |        |
| Георгија Коклони²     | 4 х 100 м     | 43,07 НР     | 43,81 НРС          | 6. у гр. 1         |                       |                       | Нису се квалификовале | 9 / 15 (16)           |        |
| Elisavet Pesiridou²   | 4 х 100 м     | 43,07 НР     | 43,81 НРС          | 6. у гр. 1         |                       |                       | Нису се квалификовале | 9 / 15 (16)           |        |
| Андријана Фера²       | 4 х 100 м     | 43,07 НР     | 43,81 НРС          | 6. у гр. 1         |                       |                       | Нису се квалификовале | 9 / 15 (16)           |        |
| Марија Билибаски²     | 4 х 100 м     | 43,07 НР     | 43,81 НРС          | 6. у гр. 1         |                       |                       | Нису се квалификовале | 9 / 15 (16)           |        |
| Марија Гату²*         | 4 х 100 м     | 43,07 НР     | 43,81 НРС          | 6. у гр. 1         |                       |                       | Нису се квалификовале | 9 / 15 (16)           |        |
| Efthimía Kolokitha²*  | 4 х 100 м     | 43,07 НР     | 43,81 НРС          | 6. у гр. 1         |                       |                       | Нису се квалификовале | 9 / 15 (16)           |        |
| Антигони Дрисбиоти    | 20 км ходање  | 1:33:42      |                    |                    |                       |                       | 1:35:54               | 24 / 25 (29)          |        |
| Деспина Запониду      | 20 км ходање  | 1:31:08      | 1:34:03            | 20 / 25 (29)       |                       |                       |                       |                       |        |
| Катерина Стефаниди    | Скок мотком   | 4,71 НР      | 4,45 кв            | 4. у гр. А         |                       |                       | 4,60                  |                       |        |
| Николета Киријакопулу | Скок мотком   | 4,71 НР      | 4,45 кв            | 7. у гр. Б         | 4,35                  | 7 / 27 (29)           |                       |                       |        |
| Efthimía Kolokitha    | Скок удаљ     | 6,61         | 6,00               | 14. у гр. Б        | Нису се квалификовале | 25 / 27 (28)          |                       |                       |        |
| Хрисула Анагностопулу | Бацање диска  | 57,20        | 51,08              | 9. у гр. А         | Нису се квалификовале | 18 / 21 (22)          |                       |                       |        |

- Такмичарке у штафети обележене звездицом су били резерве а такмичарке означене и бројем учествовале су и у појединачним дисциплинама.